# إيفيلين غريلي
إيفيلين غريلي (بالإنجليزية: Evelyn Greeley) هي ممثلة أمريكية، ولدت في نوفمبر 1888 في النمسا، وتوفيت في 1975 في ويست بالم بيتش في الولايات المتحدة.

## وصلات خارجية
- إيفيلين غريلي على موقع IMDb (الإنجليزية)
- إيفيلين غريلي على موقع قاعدة بيانات الفيلم (الإنجليزية)